# 田中理佐
田中 理佐（たなか りさ、1963年8月1日 - ）は、日本の元女優・タレント。1980年代に活動していた。現在の本名は、石原 里紗（いしはら りさ）。

## 人物
東京都出身。聖心女子学院、立教英国学院を経て、慶應義塾大学法学部政治学科卒業。
小学校2年生からの12年間をヨーロッパで過ごした帰国子女。大学在学中からテレビ出演を始め、1986年（昭和61年）にはテレビドラマ 『朝の夢』（TBS）への主演で女優デビューした。その後、後の衆議院議員・石原伸晃と結婚、2男1女をもうけた（うち長男は早世）。

### 経歴
生い立ち
1963年（昭和38年）、衛生病院（東京・荻窪）に生まれる。聖心女子学院附属幼稚園を経て、聖心女子学院初等科に入学したが、7歳時の1971年（昭和46年）、父親の転勤に伴いイギリスに転居した。セントエドワーズ・スクール（チェルトナム）、次いでインターナショナル・スクールであるホリートリニティー・スクール（ウスターシャー）に学んだ。
1975年（昭和50年）、オランダに転居し、インターナショナルスクール・オブ・アムステルダムに転入。さらに1977年には立教英国学院中等部に転入し、1982年に同・高等部を卒業、日本に帰国して大学受験を行った。同年、慶應義塾大学法学部政治学科に入学。
芸能界デビュー
大学在学中の1985年（昭和60年）、ニュース番組『CNNデイウォッチ』（テレビ朝日）の金曜日担当キャスターとなり、テレビ出演を始めた。翌年にはテレビの昼ドラマ『朝の夢』（テレビ小説、TBS）の主演ヒロイン役で女優デビューし、他に『結婚の条件』（花王 愛の劇場、TBS）にもレギュラー出演する。さらにクイズ番組『連想ゲーム』（NHK総合）へのレギュラー出演など、タレントとしても活動した。
衆議院議員夫人
大学卒業の翌年である1988年（昭和63年）、作家出身の政治家である石原慎太郎の長男であり、日本テレビ放送網の社員であった石原伸晃と結婚した。石原伸晃は1990年（平成2年）、衆議院議員総選挙に立候補して当選、同年には長女も誕生した。その後田中は、現在まで主婦、及び代議士夫人として活動している。

### 資格・趣味
自動車運転免許、船舶免許、英語検定1級を持つ。趣味は読書であり、多読家であるという。

### 私生活
第2子として1993年（平成5年）に誕生した長男は先天性動静脈瘻を持ち、2度の外科手術を受けたものの生後5ヶ月で死亡した。1999年（平成11年）、次男となる男児が誕生した。
結婚時、夫の母親（＝石原典子）から画数の不良を指摘された田中は、名前を出生名であった「理佐」から、「里紗」へと改めている。これは裁判所への申し立てを経て改名が認められたもので、1991年（平成3年）の時点で戸籍表記も改められているという。